# Martin Hürlimann (Verleger)

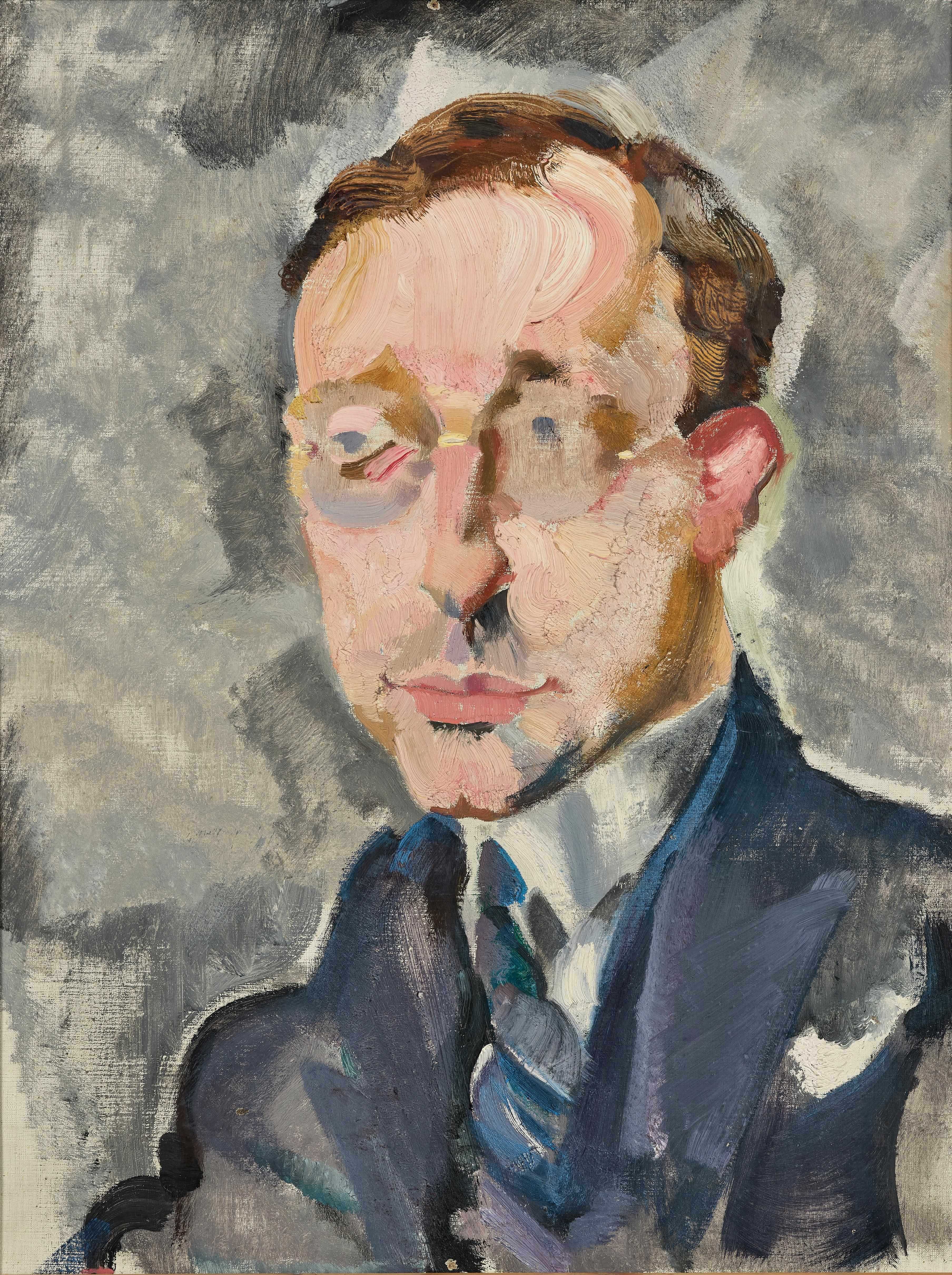
Max Oppenheimer: Bildnis Martin Hürlimann, um 1929

Martin Hürlimann (* 12. November 1897 in Zürich; † 4. März 1984 ebenda) war ein Schweizer Verleger, Gründer des Atlantis Verlags und Herausgeber der Zeitschrift Atlantis.

## Leben
Nach der Matura in Frauenfeld studierte er Geschichte, deutsche Literatur und Philosophie an den Universitäten von Zürich, Leipzig und Berlin. Er promovierte 1924 mit der Dissertation Die Aufklärung in Zürich. Die Entwicklung des Zürcher Protestantismus im 18. Jahrhundert.
1929 gründete Hürlimann die auf die Themen Länder, Reisen, Völker spezialisierte Zeitschrift Atlantis in Berlin und 1930 den Atlantis Verlag, in den er die Reihe Orbis Terrarum des Wasmuth Verlags aufnahm. 1933 heiratete er Bettina Kiepenheuer, die älteste Tochter des Verlegers Gustav Kiepenheuer. Aus der Ehe gingen 4 Kinder hervor. 1936 gründete er die Zürcher Niederlassung des Atlantis Verlags; 1939 verlegte er den Hauptsitz bedingt durch den Kriegsausbruch ganz nach Zürich, mit Zweigstelle in Freiburg im Breisgau.
Als Verleger schuf Hürlimann einige Standardwerke, etwa das Atlantisbuch der Musik (1934) und Grosse Schweizer (1938), und gab 1939 den offiziellen Katalog zur Schweizerischen Landesausstellung heraus. Daneben verfasste er mit eigenen Fotografien bebilderte Artikel und Bücher. Ab 1922 sammelte er auf ausgedehnten Reisen in Europa und Asien Material für seine Texte und Fotografien und schuf damit wichtige Zeitdokumente. Der autodidaktische Fotograf wurde besonders durch seine Architekturaufnahmen bekannt. In seinen Texten befasste er sich in erster Linie mit Geschichte und Kultur verschiedener Länder sowie mit berühmten Persönlichkeiten.
Sein Werk trug ihm nationale und internationale Anerkennung ein. Unter anderem wurde er 1966 mit der David-Octavius-Hill-Medaille der Fotografischen Akademie Deutscher Lichtbildner geehrt. Er war auch Präsident der Gelehrten Gesellschaft in Zürich, des Zürcher Stadttheaters sowie Zentralpräsident des Schweizer Buchhändler- und Verlegerverbands (SBVV).
Sein fotografischer Nachlass befindet sich im Archiv der Schweizerischen Stiftung für die Photographie (SSP), sein Verlagsnachlass in der Zentralbibliothek Zürich.

## Werke (Auswahl)

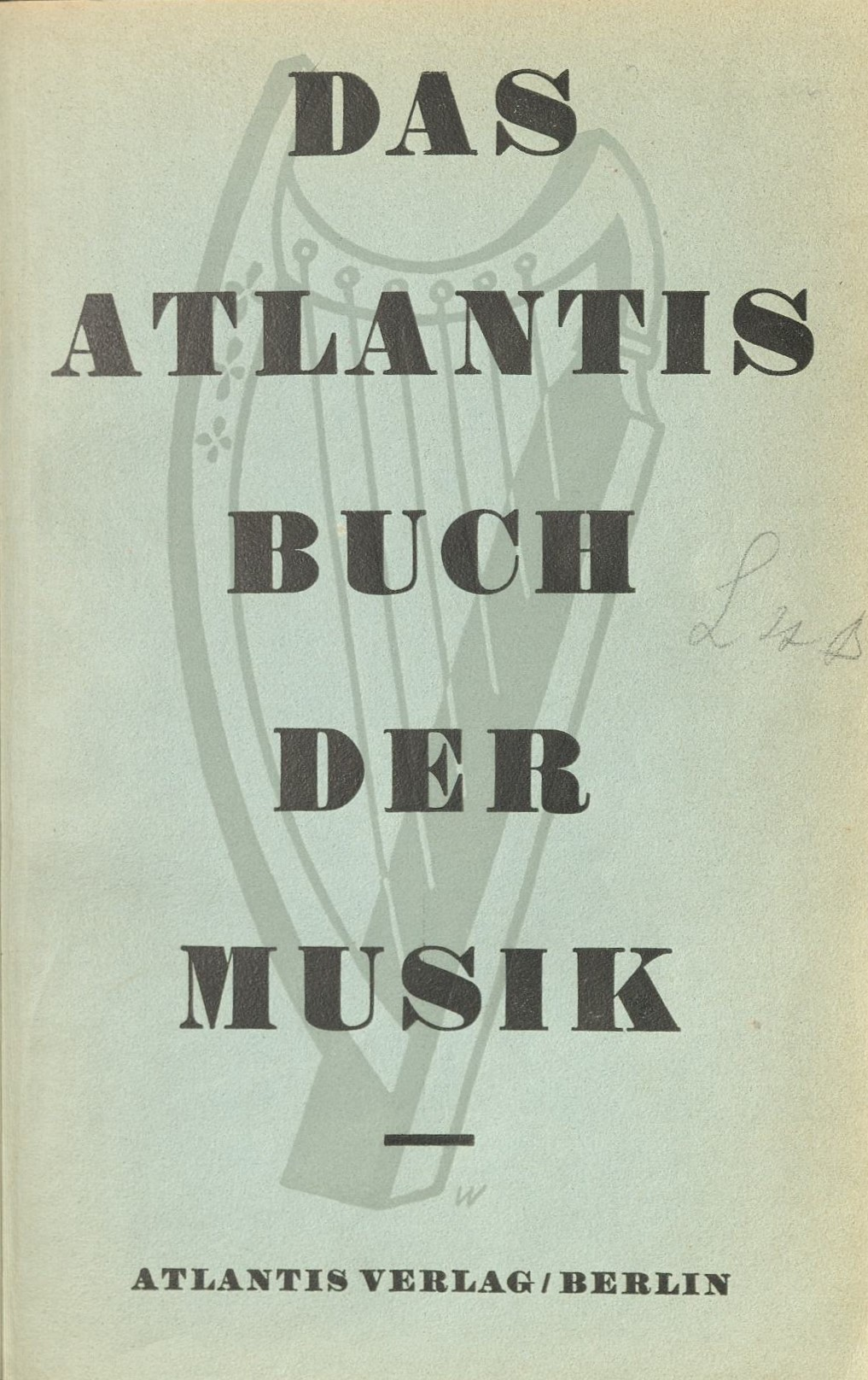
Herausgeber mit Fred Hamel: Das Atlantisbuch der Musik, 1934

- Die Schweiz. Landschaft und Baukunst. Atlantis, Berlin/Zürich 1931.
  - 8. (letzte) Auflage als: Die Schweiz. Eine europäische Kulturlandschaft. Atlantis, Zürich 1971.
- Berlin. Berichte und Bilder. Atlantis, Berlin 1934.
  - Neuausgabe als: Berlin. Königsresidenz – Reichshauptstadt – Neubeginn. Atlantis, Zürich/Freiburg i. Br. 1981.
- Bilder aus Berlin, Potsdam und Umgebung. Atlantis, Berlin 1936.
  - neu in: Die königliche Residenzstadt. Potsdam und Sanssouci. Argon, Berlin 1990.
- Gotische Kathedralen in Frankreich. Paris – Chartres – Amiens – Reims (Text von Paul Clemen). Atlantis, Zürich 1937; 7. A. 1976 (mit Bilderläuterungen von Peter Meyer)
- Ewiges Griechenland. Ein Schau- und Lesebuch. Atlantis, Zürich 1944; 9. A. 1977.
- Wiedersehen mit Asien. Die Völker des Ostens gestern und heute. Ein Reisebericht. Atlantis, Zürich 1959; 3., durchges. A. 1966
- mit einer Einleitung von Rolf Linnenkamp: Florenz. Atlantis Verlag, Zürich 1960.
- Ricarda Huch. Aus den Erinnerungen eines Verlegers an einen Autor. In: Du. Kulturelle Monatsschrift. 24. Jg. 1964 (doi:10.5169/seals-294275)
- Japan. Text von M. Hürlimann, Fotos von René Burri u. a., Atlantis, 1975.
- Zeitgenosse aus der Enge. Erinnerungen. Atlantis, Freiburg im Breisgau / Huber, Frauenfeld 1977.
- Vom Stadttheater zum Opernhaus. Zürcher Theatergeschichten. Mit 28 Zeichnungen von Hanny Fries. Werner Classen Verlag, Zürich/Stuttgart 1980, ISBN 978-3-7172-0293-6.
- Byzanz Konstantinopel Istanbul. Atlantis Verlag (= Atlantis Museum, Band XIII).

## Auszeichnungen
- 1966: David-Octavius-Hill-Medaille der Gesellschaft deutscher Lichtbildner